# Toni Dejuan i Masana
Toni Dejuan i Masana (Lleida, 1969) és un bàrman i fotògraf català. Ha treballat en productores de vídeo i televisió realitzant documentals i informatius. Com a fotògraf, ha publicat en mitjans de comunicació i ha participat en exposicions tant individuals com col·lectives.

## Obra publicada
- La Guerra Civil espanyola a Catalunya narrada per Hemingway, Orwell, Dos Passos, Saint-Exupéry. Ruta literària per Catalunya.  Alcoletge: Apostroph, 2017. ISBN 978-84-947914-0-6. (amb Roger Manau)